# بيت مصطفى جعفر السلحدار
بيت مصطفى جعفر السلحدار هو أحد البيوت العريقة الكائنة بشارع المعز والذي يعد واحداً من أجمل الآثار الموجودة بالشارع، حيث يقع في حارة الدرب الأصفر المتفرعة من الشارع بجوار بيت السحيمي. بني المنزل مكان «قهوة المواردي» والتي كانت ضمن أوقاف الخواجة شهاب عطى، واشتراها الحاج مصطفى جعفر وما يجاورها لينشئ بيته وهو كبير أعيان تجار البن بوكالة ذى الفقار كتخدا.

## الوصف
على جانبي مدخل المنزل نجد 5 شبابيك بواقع 4 شبابيك على يسار عقد المدخل وشباك واحد على يمينه وهي شبابيك مستطيلة مغشاه بمصبعات حديدية، وعلى الواجهة مجموعة من المشربيات البارزة الخاصة بقاعات البيت المصنوعة من خشب الخرط. للمنزل مدخلان أحدهما الرئيسي يفتح على حارة الدرب الأصفر، والثاني مدخل ثانوي يعتقد أنه كان يطل على حارة خاصة لهذا المنزل، والمدخل الرئيسى يغلق على فتحته مصرعان من الخشب مزخرفان بشريطين مستطيلين من النحاس وثبت كل منهما بمسامير ويؤدى إلى دهليز الذي يوصل إلى الصحن الرئيسي للبيت. عند الدخول من باب الدخول الرئيسي يوجد الفناء الرئيسي للبيت وهو مربع الشكل تقريبا تفتح عليه ابواب الطابق الارضى وفتحات شبابيك الطابقين الأول والثانى، وهناك باب يؤدى إلى سلم صاعد للطابق الثانى والضلع الشمالى الشرقى من الصحن به فتحة باب متوجه بعتب حجرى مستطيل نقش بداخله بيتان من الشعر نصهما «ومن تكن لرسول الله نصرته_ إن تلق الأسد في آجامها تجمى _ ومن تكن برسول الله نصرته _ الله حافظه من كل منتقمى». أما القاعة السفلية فهي (مندرة) تتكون من قاعة وسطى وايوانين ويلاحظ أنها غطيت بسقف خشبى على مستوى واحد يشتمل على براطيم خشبية ذات زخارف مدهونة وملونة ويرتكز السقف على ازار خشبى على شكل بائكة رباعية العقود زخرف بداخل كل عقد مزهرية ينبثق منها فرع نباتى يتفرع منها اوراق نباتية وزهور، وقد كسيت أرضييته بالرخام الملون المزخرف بزخارف هندسية، وتتوسطها فسقية مربعة أرضيتها من الرخام الخردة الملون.

## معرض صور

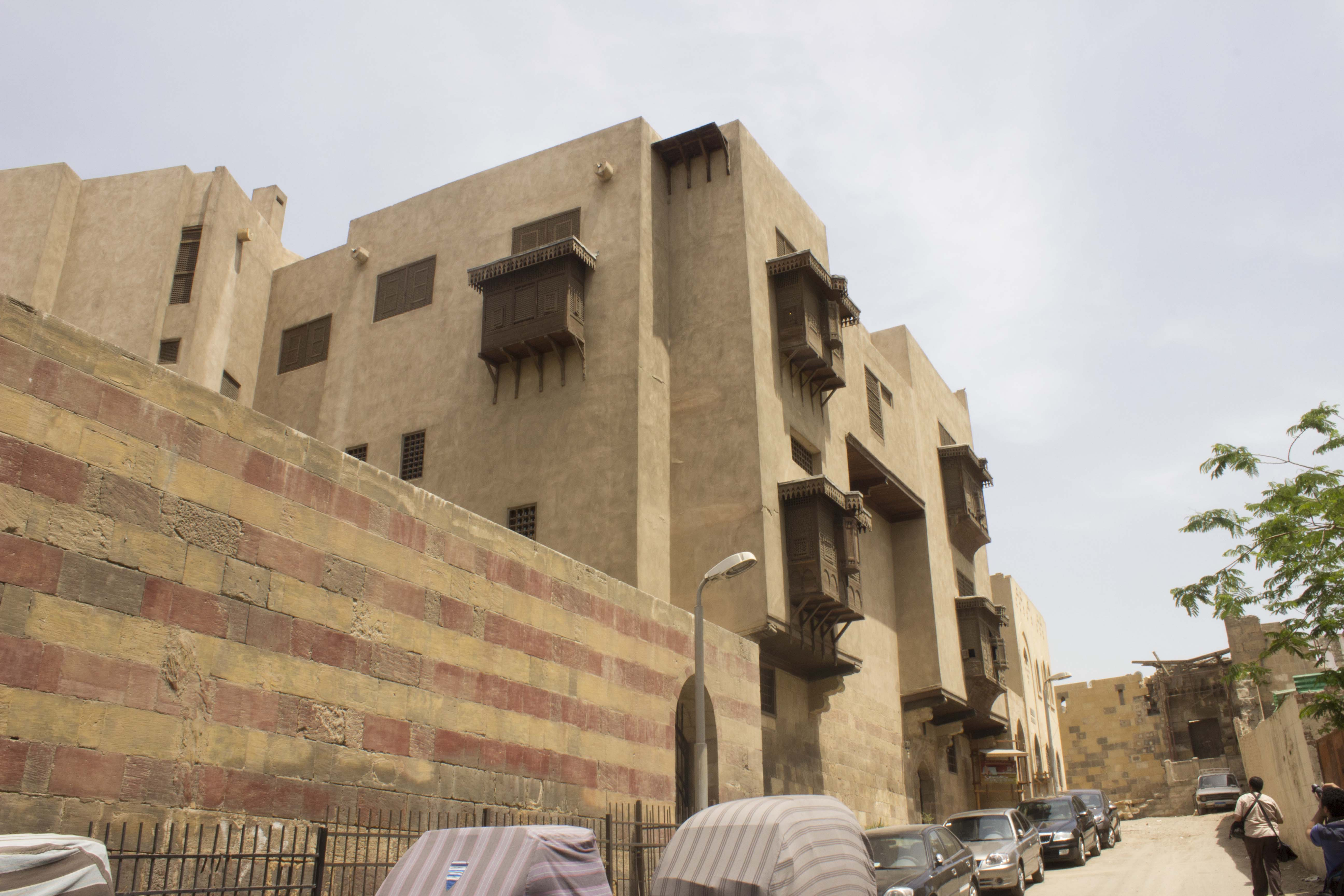